# 谷藤満
谷藤 満（たにふじ みつる、1974年10月17日 - ）は、日本の漫画家。
秋田県秋田市生まれ（北海道紋別郡雄武町育ち）。北海道興部高等学校卒業、道都大学美術学部中退。2005年、月刊アフタヌーン四季賞を受賞後、デビューする。

## 作品リスト
- 1996年 - 『木のおじさん』
- 2004年 - 『路地裏街の雛』
- 2005年 - 『瓶の中の蛙』
- 2007年 - 『日々うつろい』